# Giovanni Colombo
Pour les articles homonymes, voir Colombo (homonymie).
Giovanni Colombo  (né le 6 décembre 1902 à Caronno Pertusella, en Lombardie, Italie, et mort le 20 mai 1992 à Milan) est un cardinal italien  de l'Église catholique du XXe siècle, nommé par le pape Paul VI.

## Biographie
Giovanni Colombo étudie à Monza et à Milan. Après son ordination, il est professeur et recteur au séminaire de Milan et professeur à l'université catholique de Milan.
Colombo est nommé évêque titulaire de Philippopolis-en-Arabie (de)  et évêque auxiliaire de Milan en 1960. Il est promu à l'archidiocèse de Milan où il succède à Giovanni Batista Montini élu pape sous le nom de Paul VI. Colombo assiste  au concile Vatican II (1962-1965).
Le pape Paul VI le crée cardinal lors du consistoire du 22 février 1965 au titre cardinalice de Santi Silvestro e Martino ai Monti détenu auparavant par le cardinal Montini avant son élection pontificale. Il participe aux conclaves de 1978, lors desquels Jean-Paul Ier et Jean-Paul II sont élus.

## Succession apostolique
Giovanni Colombo a ordonné les évêques suivants :
- Évêque Carlo Manziana (it), C.O. (1964)
- Évêque Carlo Colombo (it) (1964)
- Archevêque Angelo Pedroni (en) (1965)
- Évêque Teresio Ferraroni (it) (1967)
- Évêque Ferdinando Maggioni (it) (1967)
- Évêque Antonio Silvio Zocchetta (pl), O.F.M. (1968)
- Archevêque Enrico Manfredini (it) (1969)
- Évêque Bernardo Citterio (de) (1969)
- Évêque Libero Tresoldi (it) (1970)
- Évêque Giulio Oggioni (it) (1972)
- Évêque Enrico Assi (it) (1976)
- Cardinal Giacomo Biffi (1976)
- Évêque Pietro Salvatore Colombo, O.F.M. (1976)
- Cardinal Attilio Nicora (1977)
- Archevêque Silvio Luoni (en) (1978)
- Évêque Fiorino Tagliaferri (it) (1978)